# Gebiet Reichenbacher Straße und Freiheitssiedlung
Gebiet Reichenbacher Straße und Freiheitssiedlung ist ein Stadtteil der Stadt Zwickau im Landkreis Zwickau, Sachsen. Er befindet sich südwestlich des Stadtzentrums. Der Stadtteil liegt im Stadtbezirk Zwickau-West und trägt die amtliche Nummer 41. Die im westlichen Teil liegenden Siedlungen Maxhütte und Freiheitssiedlung gehörten ursprünglich zur Gemeinde Lichtentanne. Amtlich wird der Stadtteil als Geb. Reichenb. Str. (Freiheitssiedlung) abgekürzt.

## Geographie

### Lage

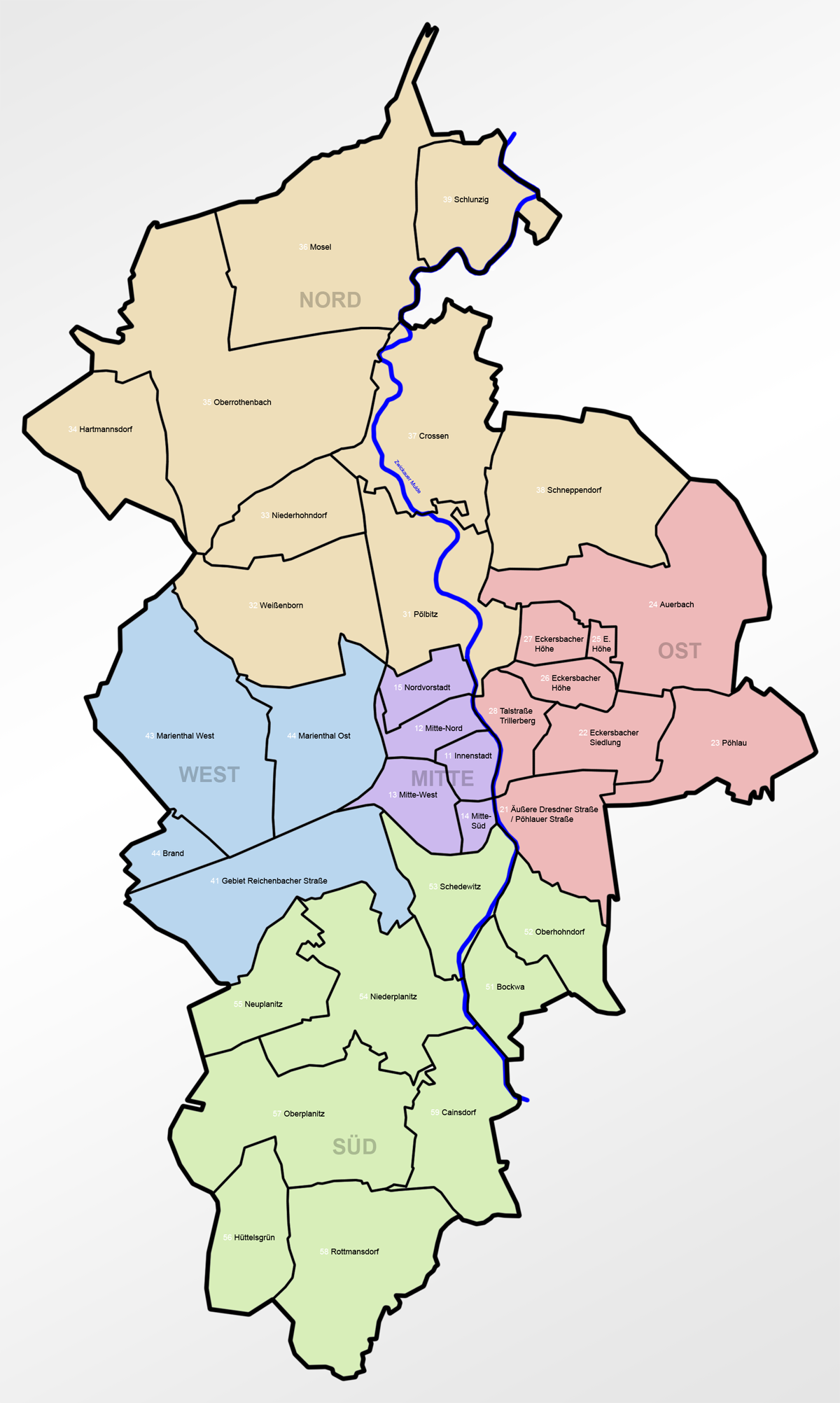
Stadtbezirke und Stadtteile von Zwickau

Der Stadtteil liegt im Westen von Zwickau südlich der Gleisanlagen der Bahnstrecken der Dresden–Werdau und Zwickau–Falkenstein. Im Nordosten reicht die Grenze des Stadtteils bis an das Empfangsgebäude des Zwickauer Hauptbahnhofs heran. Im Osten wird der Stadtteil von der Bahnstrecke Schwarzenberg–Zwickau bis zur „Saarstraße“ begrenzt. Im Süden bilden die „Saarstraße“, der „Stenner Marktsteig“ und die Gemarkungsgrenze zu Nieder- und Neuplanitz den Abschluss des Stadtteils. Im Westen ist größtenteils die Bahnstrecke Zwickau–Falkenstein die Stadtgrenze zu Lichtentanne.
Der Stadtteil ist vorwiegend gewerblich und industriell geprägt, größere Siedlungseinheiten bilden im Westen die unter Denkmalschutz stehende ehemalige Arbeitersiedlung Maxhütte und die Freiheitssiedlung.
Im Norden des Stadtteils fließt der Mittelgrundbach und im Süden der Galgengrundbach.

### Nachbarorte
| Brand        | Marienthal                                  | Stadtbezirk Zwickau Mitte |
| Lichtentanne | Kompassrose, die auf Nachbargemeinden zeigt | Schedewitz                |
|              | Neuplanitz, Niederplanitz                   |                           |

## Geschichte
Die Geschichte des heutigen Stadtteils Gebiet Reichenbacher Straße und Freiheitssiedlung begann im 19. Jahrhundert. Zu dieser Zeit gehörte der östliche Teil der Flur zur Gemeinde Marienthal, die am 1. Oktober 1902 nach Zwickau eingemeindet wurde. Der westliche Teil gehörte damals zur Gemeinde Lichtentanne. 1818 wurde die Reichenbacher Straße als Reichenbacher Chaussee fertiggestellt. Der Namenswechsel zum aktuellen Namen lässt sich erstmals 1870 nachweisen.
Im 19. Jahrhundert wurde auf dem Gebiet des heutigen Stadtteils Steinkohle, Lehm und Kies abgebaut. Schächte des Zwickauer Steinkohlenreviers waren u. a. der „Hilfe-Gottes-Schacht“ (1851 abgeteuft), der „Segen-Gottes-Schacht“ (1841 abgeteuft) und der „Bürgerschacht“ (1841 abgeteuft). Mit der Eröffnung des Zwickauer Hauptbahnhofs und der Anbindungstrecke zum ebenfalls neu eröffneten Abschnitt Crimmitschau–Werdau der Bahnstrecke Leipzig–Hof wurde die Stadt Zwickau am 18. September 1845 an das Eisenbahnnetz angeschlossen. Bereits 1847 wurden die ersten Kohlenschächte über die „Bürgerschachtbahn“ an das Schienennetz angeschlossen. 1854 folgte die Staatskohlenbahn Zwickau-Cainsdorf, aus der 1858 die Bahnstrecke Schwarzenberg–Zwickau wurde. Weiterhin wurde 1858 der Abschnitt Chemnitz–Zwickau der Bahnstrecke Dresden–Werdau in Betrieb genommen. Schließlich folgte im Jahr 1875 noch die Bahnstrecke Zwickau–Falkenstein.
Aus der „Zwickauer Dachpappen- und Asphaltfabrik“ (gegründet 1868 durch Alwin Aschenborn) entwickelte sich das Bornit-Werk. 1972 wurde das Privatunternehmen in der DDR verstaatlicht und in „VEB Bitumen-Chemie Zwickau“ umfirmiert. Nach 1990 erfolgte die Reprivatisierung im wiedervereinten Deutschland.

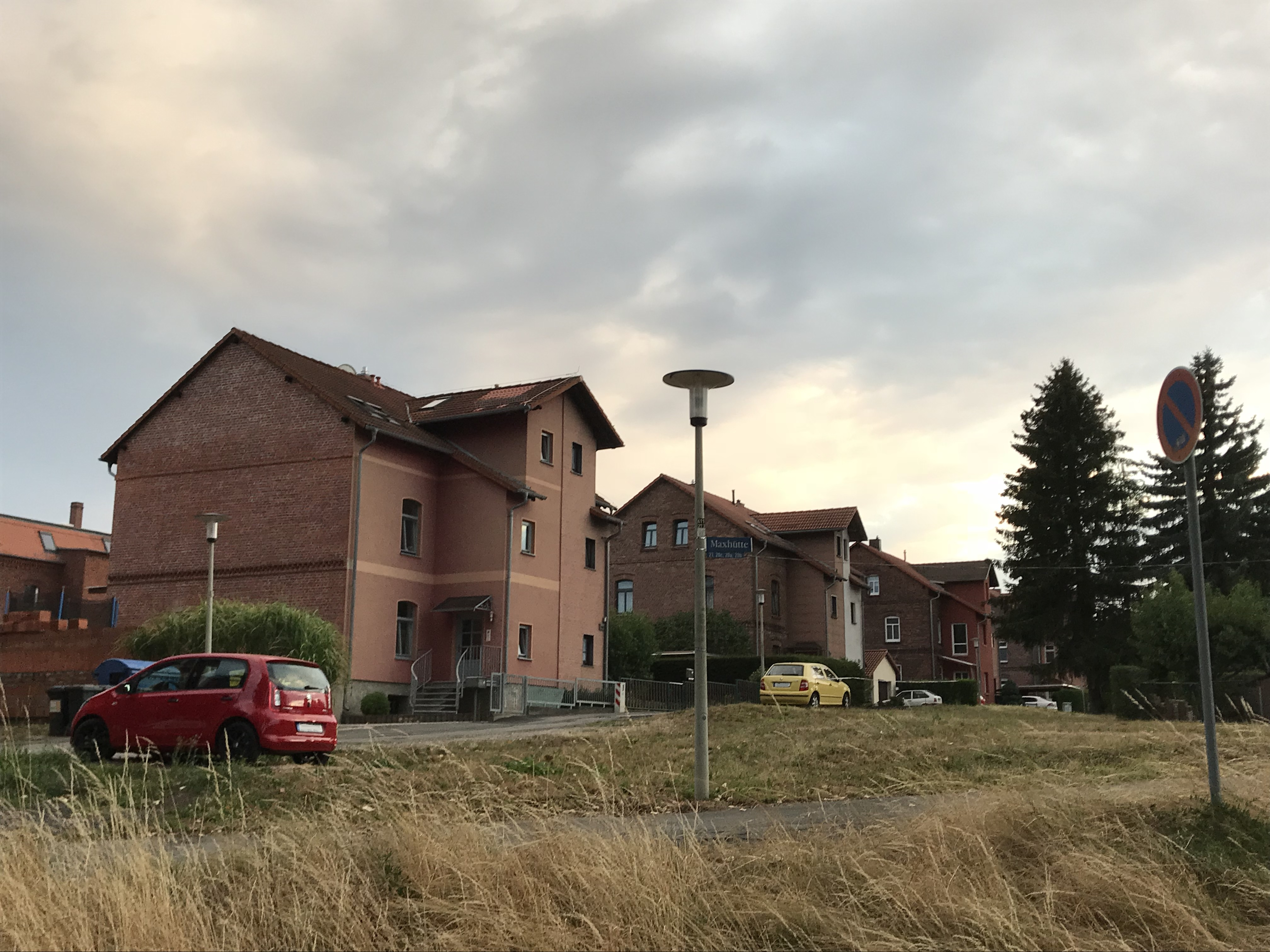
Arbeitersiedlung Maxhütte in Zwickau

Das Areal westlich der Stadt Zwickau wurde im 19. Jahrhundert durch zahlreiche Gewerbebetriebe genutzt, zum Beispiel durch ein Dampfsägewerk, eine Dampfbierbrauerei, eine Kammgarnspinnerei, ein Flugzeugreparaturwerk. Auf dem zur Gemeinde Lichtentanne gehörigen Gebiet eröffnete im Jahr 1898 das Stahlwerk Maxhütte (König-Albert-Werk), welches bis 1930 in Betrieb war. Westlich des Stahlwerks entstand um 1898 die Arbeitersiedlung Maxhütte, welche heute in ihrer Gesamtheit unter Denkmalschutz steht. Der Steinkohlebergbau kam in der ersten Hälfte des 20. Jahrhunderts weitestgehend zum Erliegen. Während der Segen-Gottes-Schacht bereits 1918 die Förderung eingestellt hatte, folgten 1925 der Hilfe-Gottes-Schacht und 1930 der Bürgerschacht II. Einzig der Bürgerschacht I war bis um 1960 in Betrieb. Am 1. April 1926 eröffnete auf den „Schmelzer-Wiesen“ der Flugplatz Zwickau.
Die erste territoriale Veränderung des Stadtteils erfolgte im Jahr 1939. Am 1. April 1939 wurde Maxhütte zusammen mit Brand von Lichtentanne nach Zwickau umgegliedert. Im Zweiten Weltkrieg war der heutige Stadtteil aufgrund der hohen Anzahl von Betrieben und der Bahnanlagen Ziel von Bombardements der Alliierten. Am 12. Mai 1944 war der Flugplatz, auf dem sich seit 1938 das Flugzeugreparaturwerk Gustav Basser befand, Ziel amerikanischer Bomber. Das Werk wurde schwer beschädigt. Die unterirdischen Reparaturhallen wurden schließlich 1947 von der sowjetischen Besatzungsmacht gesprengt. Erst 1953 konnte der Flugplatz wieder eröffnet werden.
Infolge der Politischen Wende in den Jahren 1989/90 ist der heutige Stadtteil aufgrund seiner hohen Anzahl unterschiedlichster Gewerbe- und Industriebetriebe stark im Wandel begriffen. Aufgrund der sehr guten Verkehrsanbindung ist der Stadtteil für gewerbliche Ansiedlung sehr gut geeignet. Dies wird u. a. über die Reichenbacher Straße (B173) in Ost-West-Richtung, die Olzmannstraße in Nord-Süd-Richtung und die neu gebaute Mitteltrasse S293 neu erreicht, wodurch u. a. eine direkte Anbindung an die A 72 (Autobahnauffahrt Zwickau-West) sowie an den Stadtteil Marienthal und die B175 an der Stadtgrenze zu Werdau geschaffen wurde. Von den Gleisanlagen der Deutschen Bahn im Nordosten des Stadtteils führt ein Industriebahngleis in den Stadtteil (ehemalige Bürgerschachtbahn). Das im Jahr 1908 eröffnete Reichsbahnausbesserungswerk Zwickau wurde nach der 2015 erfolgten Schließung im Jahr 2016 abgerissen. Auf dem Areal entsteht eine neue Justizvollzugsanstalt der Freistaaten Sachsen und Thüringen. Weiterhin konnte u. a. das überregional bedeutende VW-Bildungsinstitut an der Reichenbacher Straße angesiedelt werden.

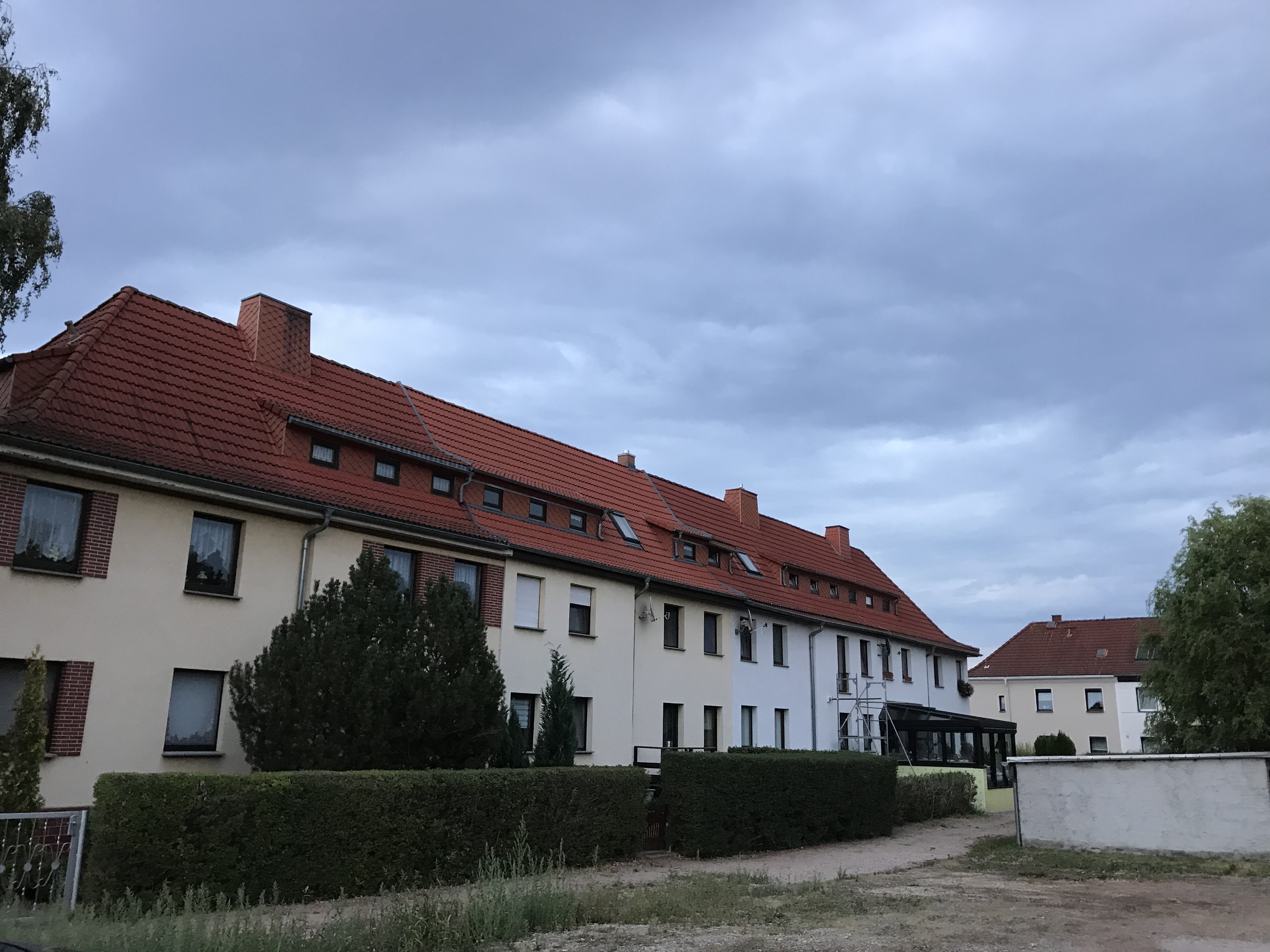
Häuser in der Freiheitssiedlung Zwickau

In der Gegenwart ist der Stadtteil Gebiet Reichenbacher Straße und Freiheitssiedlung vorwiegend gewerblich und industriell geprägt. Neben intakten Strukturen gibt es jedoch auch Brachflächen, zum Beispiel am Galgendrundbach und den Abbaugebieten des Steinkohlenbergbaus. Auf den ehemaligen Standorten von Großbetrieben haben sich heute verschiedene, kleinere Gewerbebetriebe angesiedelt. Größere Wohnsiedlungen befinden sich im Stadtteil im Westen mit der „Freiheitssiedlung“ (am 1. Januar 1999 von Lichtentanne nach Zwickau umgegliedert) und der unter Denkmalschutz stehenden Arbeitersiedlung „Maxhütte“ (am 1. April 1939 von Lichtentanne nach Zwickau umgegliedert). Im Osten befindet sich im Bereich „Wilkestraße“/„Mittelgrundstraße“/„Friedrich-Meyer-Straße“ ein zusammenhängendes Wohngebiet. Aufgrund der hohen Immissionsbelastung an der „Reichenbacher Straße“ wird eine Verringerung der Wohnnutzung im östlichen Stadtteil zwischen Olzmannstraße und Viadukt der Bahnstrecke Schwarzenberg–Zwickau angestrebt. Im Gegenzug sollen die Bedingungen zur Ansiedlung von Industrie und Gewerbe in diesem Bereich deutlich verbessert werden.

## Verkehr
Hauptverkehrsachse des Stadtteils ist die Bundesstraße 173, über die der Verkehr aus der Zwickauer Innenstadt die Staatsstraße 293 und die Bundesautobahn 72 (Anschlussstelle „Zwickau-West“) erreicht. Diese wird durch die „Olzmannstraße“ gekreuzt, auf der der Verkehr zwischen Planitz und Marienthal den Stadtteil passiert.
Der Stadtteil wird im Westen, Norden und Osten von Bahnstrecken umrahmt. Im Westen ist dies die Zwickau–Falkenstein, im Norden zusätzlich die Bahnstrecke Dresden–Werdau und im Osten die Bahnstrecke Schwarzenberg–Zwickau. Der Zwickauer Hauptbahnhof liegt nordöstlich des Stadtteils. Früher existierte im Norden des heutigen Stadtteils der nur für Reichsbahn-Mitarbeiter vorgesehene Haltepunkt RAW „7. Oktober“. Im Westen des Stadtteils existierte zwischen 1949 und 1985 der Haltepunkt „Zwickau Reichenbacher Straße“, damals noch auf der Flur der Gemeinde Lichtentanne.
Im Stadtteil befindet sich der Verkehrslandeplatz Zwickau, der durch den Aero Club Zwickau betrieben wird.
Im Bereich des ÖPNV ist die im Stadtteil gelegene Siedlung Maxhütte durch die Buslinie 29 der Städtischen Verkehrsbetriebe Zwickau mit dem Stadtzentrum verbunden.